# Torenia celebica
Torenia celebica är en tvåhjärtbladig växtart som beskrevs av T. Yamazaki. Torenia celebica ingår i släktet Torenia och familjen Linderniaceae. Inga underarter finns listade i Catalogue of Life.